# Johan Santana
Johan Alexander Santana Araque (Tovar, 13 marzo 1979) è un ex giocatore di baseball venezuelano, ritiratosi nel 2012.

## Minor League
Santana firmò il primo contratto da professionista dagli Houston Astros nel 1995. Iniziò nella Gulf Coast League rookie con i Gulf Coast Astros nel 1997. Giocò in 9 partite con 7.93 di media PGL (ERA) e un record di 0 vittorie e 4 sconfitte. Successivamente passò nella New York-Penn League A stagione breve con gli Auburn Doubledays dove giocò una sola partita concedendo un punto in 4 riprese. Nel 1998 giocò ancora con i Doubledays in 15 partite con 4.36 di ERA e un record di 7 vittorie e 5 sconfitte. Passò poi nella Midwest League singola A dove giocò due partite con i Quad Cities River Bandits, con 9.45 di ERA e una sconfitta.
Nel 2002 giocò nella Pacific Coast League tripla A con gli Edmonton Trappers, totalizzando 11 presenze, 3.14 di ERA e con un record di 5 vittorie e 2 sconfitte.
Tornò in Minor League nel 2011, durante la riabilitazione dopo l'infortunio alla spalla subito nel settembre del 2010. Nel 2011 giocò due partite nella Florida State League singolo A avanzato con i St. Lucie Mets con 1.80 di ERA. Nel 2012 giocò una partita nella New York-Penn League con i Brooklyn Cyclones.

## Major League

### Minnesota Twins (2000-2007)
Nel dicembre 1999 venne preso dai Florida Marlins al Rule 5 draft, che lo girarono immediatamente ai Minnesota Twins per avere Jared Camp.
Santana debuttò in Major League Baseball (MLB) il 3 aprile 2000 contro i Tampa Bay Rays, il 7 aprile esordì come partente contro i Kansas City Royals, e ottenne la prima vittoria il 6 giugno contro gli Houston Astros. Chiuse la stagione da rookie con 2 vittorie, 3 sconfitte e una ERA di 6.49 in 30 partite. Nel 2001 chiuse con una vittoria e nessuna sconfitta, 4.74 di ERA in 15 partite.
Nel 2002 terminò con 8 vittorie e 6 sconfitte, 2.99 di ERA in 27 partite. La stagione successiva chiuse con 12 vittorie e 3 sconfitte, 3.07 di ERA, 169 strikeout (8° nella American League) in 45 partite.
Nel 2004 ottenne 20 vittorie (2° nella AL) e 6 sconfitte, 2.61 di ERA (1° nella AL), 265 strikeout (1° nella AL), 0.92 di WHIP (1° nella AL), .192 di media battuta avversari, 34 partenze (3° nella AL), una shutout (4° nella AL) e 228.0 riprese lanciate (2° nella AL). Vinse per la prima volta il prestigioso Cy Young Award.
Nel 2005 Chiuse con 16 vittorie (5° nella AL) e 7 sconfitte, 2.87 di ERA (2° nella AL), 238 strikeout (1° nella AL), 0.97 WHIP (1° nella AL), .210 media battuta avversari, 33 partenze (8° nella AL), 3 partite complete (4° nella AL), 2 shutout (2° nella AL), 231.2 riprese lanciate (2° nella AL).
Nel 2006 venne scelto per la prima volta per l'All-Star Game. A fine stagione regolare fu il migliore nell'American League per vittorie (19), media PGL (2.77) e strikeout (245), vincendo così la tripla corona dei lanciatori. Completano le sue statistiche stagionali 1.00 WHIP (1° nella AL), .216 media battuta avversari, 34 partenze (1° nella AL) e 233.2 riprese lanciate (1° nella AL). Vinse per la seconda volta il Cy Young Award.
Nel 2007 ottenne la seconda convocazione all'All-Star Game. Chiuse la stagione con 15 vittorie e 13 sconfitte, 3.33 di ERA (7° nella AL), 235 strikeout (2° nella AL), 1.07 WHIP (1° nella AL), .225 media battuta avversari (3° nella AL), 33 partenze (9° nella AL), una shutout (5° nella AL) e 219.0 riprese lanciate (6° nella AL). Vinse il Rawlings Gold Glove.

### New York Mets (2008-2012)
Il 2 febbraio 2008 Santana venne cedut dai Twins ai New York Mets in cambio di Carlos Gómez, Phil Humber, Deolis Guerra e Kevin Mulvey. Il 31 marzo ottenne la sua prima vittoria con i Mets, il 1º giugno ottenne la sua 100a vittoria in carriera contro i Los Angeles Dodgers. Il 27 luglio contro i St. Louis Cardinals giocò la sua prima partita completa, mentre il 17 agosto ottenne una shutout contro i Pittsburgh Pirates. Concluse la stagione 2008 con 16 vittorie (7° nella National League) e 7 sconfitte, 2.53 di ERA (1° nella NL), 206 strikeout (2° nella NL), 1.15 WHIP (6° nella NL), .232 media battuta avversari (6° nella NL), 34 partenze (1° nella NL), 3 partite complete (3° nella NL), 2 shutout (3° nella NL) e 234.1 riprese lanciate (1° nella NL).
Nel 2009 ottenne la terza convocazione per l'All-Star Game. Finì in anticipo la stagione a causa di un infortunio al gomito che richiese un intervento chirurgico; concluse con 13 vittorie e 9 sconfitte e 3.13 di ERA in 25 partite.
La stagione 2010 non fu molto diversa dell'anno precedente. Il 2 settembre contro gli Atlanta Braves si infortunò nuovamente; il 14 settembre venne operato per riparare la capsula anteriore della spalla sinistra che si era lacerata. Concluse con 11 vittorie e 9 sconfitte, 2.98 di ERA, 4 partite complete (3° nella NL) e 2 shutout (2° nella NL) in 29 partite.
Saltò totalmente la stagione MLB 2011 per il recupero dal suo infortunio; giocò invece due partite in Minor League.
Il 5 aprile 2012 tornò a giocare in Major League dopo quasi un anno e mezzo. Il 1º giugno Santana entrò nella storia dei Mets lanciando la prima no-hitter nella storia della franchigia.. Concluse la stagione con 6 vittorie e 9 sconfitte, 4.85 di ERA, 2 partite complete (4° nella NL), 2 shutout (2° nella NL) in 21 partite.
Prima dell'inizio della stagione 2013 ha subito un nuovo infortunio alla spalla; è stato quindi messo fuori rosa per l'intera stagione.
Il 1º novembre divenne free agent, dopo che i Mets decisero di non esercitare l'anno opzionale del suo contratto.

## Riconoscimenti
- 3 partecipazioni all'All-Star Game (2006, 2007, 2009)
- 2 Cy Young Award con i Minnesota Twins (2004, 2006)
- 1 Rawlings Gold Glove con i Minnesota Twins (2007)
- Giocatore dell'anno MLB secondo Baseball America con i Twins (2006)
- Players Choice Outstanding Pitcher della AL con i Twins (2004)
- Partente dell'anno secondo MLB.com con i Twins (2004)
- Lanciatore del mese della NL con i New York Mets (aprile 2009)
- 3 volte Lanciatore della settimana della AL (20 giugno e 19 settembre 2004, 19 agosto 2007)
- Lanciatore della settimana della NL con i Mets (4 giugno 2012)
- 1 no-hitter (1º giugno 2012 contro i St. Louis Cardinals)

## Numeri di maglia indossati
- n° 57 con i Minnesota Twins (2000-2007)
- n° 57 con i New York Mets (2008-2013).

## Nazionale
Con la nazionale di baseball del Venezuela disputò il World Baseball Classic 2006.